# Administration bernoise du Pays de Vaud
1536–1798
Entités précédentes :
- Bailliage savoyard de Vaud

Entités suivantes :
- canton du Léman

L'administration bernoise du Pays de Vaud s'est étendue sur plus de deux siècles, de 1536 à 1798, et a été souvent présentée comme étant essentiellement une exploitation économique du territoire. On lui reconnaît aujourd'hui des avantages, notamment la paix et la sécurité résultant d'une gestion équilibrée, bien que paternaliste, et la constitution d'archives très détaillées - notamment une documentation cadastrale exceptionnelle - dont la qualité et la précision n'ont guère d'équivalents dans les pays voisins.       

## Contexte historique
Projetant de conquérir Genève, le duc de Savoie impose un blocus à la Cité de Calvin bien que celle-ci soit liée à Berne par un traité de combourgeoisie. En application des dispositions d'un premier traité de Saint-Julien (1530) les troupes bernoises, au printemps 1536 et sous la direction de Hans Franz Naegeli, volent au secours de la ville assiégée, comme elle l'avaient déjà fait précédemment, en 1530. La fuite de l'évêque de Lausanne, Sébastien de Montfalcon, se solde par la confiscation de ses possessions, et cette fois, l'expédition militaire se transforme en véritable conquête du Pays de Vaud. Désormais, la Ville de Berne reprend l'ensemble du territoire et de ses habitants et se pose comme héritière des droits juridiques, fonciers et fiscaux. L'oligarchie bernoise détient désormais l'autorité suprême sur le territoire annexé et en réorganise l'administration selon le modèle déjà en place dans la partie alémanique de son territoire.
Les statuts donnés au Pays de Vaud le 13 mai 1536 découpent celui-ci en bailliages romands, dont le nombre, au gré de quelques acquisitions plus tardives, se fixera au chiffre de douze. En outre, depuis les guerres de Bourgogne en 1475, Berne possède Aigle, et entre bientôt également en possession du Pays d'Enhaut en raison de la faillite du comte de Gruyère (1555). Ces deux derniers territoires sont toutefois comptés au nombre des bailliages alémaniques. Par ailleurs, Berne administre conjointement avec Fribourg les bailliages communs de Grandson et Orbe-Échallens depuis 1476.
Depuis l'introduction du tirage au sort pour la nomination du bailli, dont la fonction s'exerce pour un mandat de six ans, les bailliages sont classés en quatre catégories, selon les revenus qu'ils génèrent. À partir de 1764, il n'y a plus que trois classes. Les administrations les plus rémunératrices sont celle des anciens territoires ecclésiastiques, comme Lausanne et Romainmôtier ; en deuxième catégorie se trouvent Moudon, Payerne, Yverdon, Morges, et Bonmont (1711) ; en troisième, Avenches, Nyon, Vevey, Oron (dès 1555) et Aubonne, ce dernier constitué à la suite de l'achat, en 1701, de la seigneurie d'Henri Duquesne.

## Le château devient centre administratif
Le plus souvent, c'est le château local qui abrite le siège de la nouvelle autorité baillivale. Initialement, l'administration se limite à stabiliser le système existant. Mais en 1659 intervient la première ordonnance générale qui ordonne de procéder à l'inventaire de tous les revenus liés au territoire. En collaboration avec les autorités locales qui sont constituées de notables, l'administration baillivale procède à l'inventaire systématique des droits. Le tout est uniformément répertorié en 1764. Là sont recopiés tous les inventaires particuliers de droits fonciers, champs, vignes, prés, fermages et dîmes, les rentes en argent, céréales, vin, bois, fromages, les droits de mutation, et les amendes et autres revenus. Chaque bailliage a ses particularités, Nyon se trouvant au voisinage de la frontière, Morges étant le siège principal de la douane, Romainmôtier étant réputé pour l'importance des revenus procurés au bailli. Le Berner Staats und Regimentsbuch offre pour chaque bailliage un résumé historique, la liste des villes, villages, paroisses et seigneuries. Ainsi, pour Nyon, la baronnie de Prangins, Genolier, Arzier, Trélex, Crassier, Begnins et Coppet, avec les villages correspondants, Commugny, Founex, Tannay, Mies, Chavannes et autres. On y trouve aussi des détails relatifs à la rémunération du bailli, une description des immeubles, jardins, vignes et prés dont dispose le bailli, tout comme une énumération précise de la part qui lui revient lors du prélèvement d'impôts en nature, dîme, légumes ou paille.

## Personnel administratif
Le plus haut fonctionnaire du bailliage est le bailli, un patricien bernois et membre du Grand Conseil de Berne. L'élection, déterminée par le sort à partir du XVIIIe siècle, a lieu à Berne, le lundi de Pâques. Localement, le bailli représente le pouvoir suprême. Il est assermenté et réside pour six ans au siège de son bailliage, généralement un ancien couvent ou un château seigneurial. Il gère le territoire relevant de son autorité. Ses importants revenus récompensent souvent la fin d'une carrière au service de l’État. S'il décède en cours de mandat, il est remplacé par un lieutenant et les revenus de la fonction, jusqu'à la fin du mandat, reviennent à la famille du défunt. Les compétences les plus importantes sont l'exercice de la haute et moyenne justice, les affaires militaires et de police, la supervision de la gestion des communes, des paroisses et de l'activité des pasteurs, ainsi que la gestion des revenus de l'autorité bernoise. Le bailli sert d'intermédiaire entre les sujets et le gouvernement, il publie et applique les ordonnances émanant des autorités. Sa langue officielle est le français. Le bailli, ainsi que ses fonctionnaires sont soumis à un contrôle de l'autorité supérieure, qui vérifie annuellement les comptes. Mais le contrôle s'exerce aussi de la part des sujets et des pasteurs, voire des baillis du voisinage, qui peuvent tous formuler des plaintes qui seront examinées en haut lieu.
Dans cette administration très réglementée seuls les baillis, le Commis des Sels, à Roche, et le directeur général des péages romands, établi à Morges, sont obligatoirement des patriciens de Berne. Les autres fonctionnaires sont d'extraction locale, nobles ou bourgeois enrichis. Le lieutenant baillival, bras droit du bailli, est remplaçant de son supérieur. Il dirige la justice baillivale, fonctionne comme accusateur public au tribunal criminel et préside la justice civile ainsi que le Consistoire (tribunal des mœurs). D'autres fonctionnaires subalternes, comme le greffier ou le châtelain, convoquent les assemblées de justice, encaissent les taxes et redevances, procèdent aux confiscations. Tous appartiennent à l'élite sociale et sont issus de familles aisées qui détiennent parfois ces charges durant des décennies. Dans l'exercice de leur fonction, ils sont vêtus aux couleurs de Berne.
Le secrétaire baillival, comme son nom l'indique, assure les écritures et doit par conséquent avoir une formation de notaire. Les petits bailliages peuvent se partager un secrétaire, ou s'associer à une plus grande entité territoriale. Cette fonction est décernée à vie, tandis que le bailli change tous les six ans. Aussi, les secrétaires baillivaux ont-ils souvent un avantage sur leur supérieur en raison de leur expérience du terrain.

## Administration territoriale
Un grand nombre de châteaux reste propriété de nobles locaux, anciens vassaux de la Savoie. En raison de l'ascension sociale de la bourgeoisie, nombre de bourgeois enrichis, qui aspirent à l’anoblissement, acquièrent également des châteaux et terres nobles, tout comme de nombreux patriciens bernois qui achètent des biens fonciers leur conférant des droits seigneuriaux.
Le seigneur administre le territoire sur lequel il exerce son pouvoir et nomme douze assesseurs de la justice civile, le plus souvent les gouverneurs des villages sous son autorité. La langue officielle est le français, tout comme pour les relations avec le pouvoir central à Berne. La juridiction s'exerce d'après les "Coutumiers". Selon une conception médiévale, la justice procède de Dieu et est par conséquent fondée sur le droit d'usage et la tradition orale. Les Coutumiers tentent progressivement de fixer des règles obligatoires et sont symboles d'autonomie par rapport à l'autorité centrale. Ainsi existent des Coutumiers généraux, comme celui de Moudon (1577), rédigé par des délégués des quatre Bonnes villes de Moudon, Nyon, Morges et Yverdon, tout comme le Coutumier des Loix et Statuts de 1616. Ils sont complétés par des coutumiers locaux, comme le Plaict général de Lausanne (1618), les coutumiers des droits et franchises des bailliages communs de Grandson (1702/1780), Echallens (1715), Payerne (1731-1732), Orbe et Ormont-Dessus (XVIIIe siècle). Enfin, Aigle, Ollon et Bex, territoire bernois depuis 1475, obtiennent en 1770-1772 un coutumier qui leur est propre, le Code des loix et mandements de la plaine du gouvernement d'Aigle, publié par ordre de LL.EE.
En matière de justice, l'administration bernoise reprend l'organisation complexe remontant au Moyen Âge. Mais c'est Berne qui exerce maintenant la haute autorité judiciaire. Les douze bailliages vaudois sont eux-mêmes subdivisés en 60 juridictions où se règlent les conflits relatifs aux droits et libertés des villes, territoires, seigneurs, vassaux et paroisses, ces décisions devant être finalement validées par le Grand Conseil bernois. Il n'y a guère de justice uniforme pour l'ensemble du territoire, mais en 1762 on tente d'établir de grandes lignes directrices. Les quatre Bonnes villes de Moudon, Yverdon, Morges et surtout Nyon bénéficient d'un statut particulier. La vieille noblesse et les familles notables possèdent des prérogatives spécifiques : elles détiennent la grande majorité du sol, disposent de plus de pouvoirs, et ont par conséquent plus de poids dans la gestion des affaires courantes. De temps immémorial les seigneurs s'enorgueillissent du droit de chasse, puis les villes confèrent également de tels droits à leurs bourgeois, ce qui ne va pas sans créer des conflits.

## Le château comme centre économique
À la fin du XVIIe siècle et début du XVIIIe siècle, la volonté d'améliorer les conditions de vie sociale et économique suscite une nouvelle dynamique dans l'administration du territoire. L'on crée dans ce but des groupes d'experts, notamment la Chambre économique, la Chambre des péages et le Conseil sanitaire. Le mercantilisme en faveur à cette époque cherche à favoriser la prospérité économique par le développement du commerce et de l'industrie tout en minimisant les sorties monétaires. Dès 1780, la statistique offre de nouvelles méthodes de mesure au moyen de tableaux répertoriant les entrées et les sorties de marchandises, l'ampleur des troupeaux, la production de céréales, le nombre et l'importance des marchés hebdomadaires et des foires. Avec la réorganisation des structures administratives, le développement du commerce international, l'intensification des transports, des besoins croissants dans l'alimentation des villes, se développent les voies de communication par terre et par eau. Ces axes de communication deviennent un instrument de pouvoir et sont systématiquement rénovés, voire reconstruits à neuf par l'État. Par décision du Grand Conseil bernois en 1718, les routes principales relèvent désormais de la seule responsabilité de la Chambre des péages qui, bénéficiant de revenus importants, peut les consacrer au développement du réseau viaire. En 1740, Friedrich Gabriel Zehender publie son (de) Memoriale über Die Construction, Reparation und Conservation der hohen Land-Strassen, qui liste les principaux défauts des voies de communications bernoises : entretien défectueux, charge croissante des corvées imposées aux populations locales, multiplication des bêtes de trait, difficultés de circulation en cas de mauvais temps et, par là-même, entraves au développement du transit.
Sous l'influence des physiocrates, l'économie devient politique et l'agriculture, en tant que source de richesse, est appelée à augmenter sa productivité, notamment par la privatisation des pâturages communs, et la libéralisation du commerce du blé.
La société du XVIIIe siècle se voit comme une plateforme d'échange de nouvelles idées pour développer l'économie, réformer le droit et la législation, promouvoir l'éducation et la culture, et appréhender la réalité sociale et économique sous de nouvelles formes statistiques. Des situations de crise peuvent donner lieu à des innovations intéressantes. Ainsi, les difficiles conditions météorologiques de 1758, qui ont eu pour conséquence de désastreuses récoltes, ont sans doute contribué à la création, l'année suivante, de la Société œconomique de Berne, dont la vocation est de promouvoir l'agriculture, le commerce et l'industrie afin d'éviter les disettes et garantir l'autarcie de l’État. Cette association d'intérêt public aura un succès considérable, et quatorze sociétés sœurs seront créées dans l'ensemble du canton, dont cinq dans la partie romande, à savoir à Lausanne, Vevey, Yverdon, Nyon et Payerne.